# Ogovia alticola
Ogovia alticola là một loài bướm đêm trong họ Noctuidae.